# Государство и революция
«Государство и революция. Учение марксизма о государстве и задачи пролетариата в революции» — работа Владимира Ленина. Книга создана в период подготовки социалистической революции, когда вопрос о государстве приобрёл для большевиков особую важность. Она написана в августе—сентябре 1917 года в условиях  подполья в Финляндии, где Ленин находился после поражения Июльского восстания, и опубликована в мае 1918 года в Петрограде.
Текст состоит из шести глав. Седьмая глава, которую Ленин планировал посвятить опыту революции 1905—1907 годов и Февральской революции 1917 года, осталась незаконченной из-за Октябрьской революции и не была включена при публикации.

## Содержание
В «Государстве и революции» Ленин излагает идеи марксизма, полемизируя с социал-демократами и правыми. Задачей текста является аргументация против тех интерпретаций классических текстов марксизма, которые Ленин считал неверными. По его мнению, помимо захвата власти, необходима также радикальная классовая трансформация государственного строя. Он спорит с «мелкобуржуазными» социалистами, или «оппортунистами», которые пытаются представить государство результатом компромисса между классами. Ленин настаивает на том, что «государство есть орган классового господства» или «организация насилия». Поэтому выражением государства необходимо являются «отряды вооружённых людей» (полиция и постоянная армия), которые для своего содержания требуют налогообложения населения. Налоги приводят к появлению чиновников (бюрократический аппарат), а также банкиров. Ввиду своей классовой природы ни одно государство не может быть ни свободным, ни народным. Ленин иногда даже называет буржуазное государство паразитом на теле общества. Революции приводят к «разрушению государственного аппарата».
На смену возникшему в эпоху абсолютизма «буржуазному государству» должна прийти «диктатура пролетариата». Примером такого государства Ленин вслед за Марксом называл Парижскую коммуну, которая ввела выборность должностных лиц и вооружила народ. При этом Ленин решительно критикует парламентаризм за разделение исполнительной и законодательной власти. В конце работы он даже полагает, что Коммуна не может считаться государством «в собственном смысле», так как она действует в интересах большинства. Образцовым примером социалистического государства Ленин называл работу почтовой службы, где нет ни привилегий, ни высокого жалования.
Развитие вперед, т. е. к коммунизму, идёт через диктатуру пролетариата и иначе идти не может.
Критикуя анархизм, Ленин выступает не как федералист, а как «централист», поскольку всё отнятое у буржуазии в ходе революции должно служить «всей нации, всему обществу». Здесь он использует термин «демократический централизм», который не исключает «местного самоуправления». При этом Ленин не отрицает необходимость подчинения, поскольку даже в будущем обществе «административные функции» сохранятся, но потеряют «политический характер».
Революция есть, несомненно, самая авторитарная вещь, какая только возможна.
Ленин критиковал тех социалистов, которые акцентировали идею Энгельса об «отмирании государства» и тем самым отрицали идею насильственной революции. Государство необходимо пролетариату для «подавления сопротивления» классовых врагов. При этом государство должно быть диктатурой, то есть «властью, не разделяемой ни с кем и опирающейся непосредственно на вооружённую силу масс». Решающую роль в революции и новом государстве должна играть «рабочая партия» или «авангард пролетариата» — организация, которая мобилизует и направляет массы трудящихся на пути от капитализма к коммунизму. Современный написанию работы контекст — это империализм, когда мир разделён между «великими грабительскими державами».
Коммунизм Ленин описывает как общество без насилия и принуждения, где люди соблюдают «правила общежития» по привычке. Если же возникают «эксцессы отдельных лиц», то бороться с ними будет уже не «особый аппарат подавления», а «сам вооружённый народ». Первой фазой коммунистического общества Ленин называет социализм (в условиях отмены частной собственности при нём сохраняется государство), где есть принцип: «Кто не работает, тот не должен есть». При коммунизме будет иной принцип: «Каждый по способностям, каждому — по потребностям»
Учёт и контроль — вот главное, что требуется для «налажения», для правильного функционирования первой фазы коммунистического общества.
Роберт Гриффитс, генеральный секретарь Коммунистической партии Британии, в 2020 году написал, что данная работа Ленина «отбрасывает капиталистические и социал-демократические идеи о предполагаемом «нейтралитете» государства, раскрывая его как инструмент правления класса».

## Издания
- Ленин В. И. Государство и революция. // Ленин В. И. Полное собрание сочинений : в 55 т. / В. И. Ленин; Ин-т марксизма-ленинизма при ЦК КПСС. — 5-е изд. — М.: Гос. изд-во полит. лит., 1969. — Т. 33. Государство и революция. — С. 1—120. Печатается по рукописи, сверенной с текстом книги, изданной в 1919 г. в Москве — Петрограде издательством «Коммунист». (копия)